# Achalinus
Genre
Achalinus est un genre de serpents de la famille des Xenodermatidae. 

## Répartition
Les 28 espèces de ce genre se rencontrent en Asie de l'Est et en Asie du Sud-Est.

## Liste des espèces
Selon The Reptile Database (08 mars 2024) :
- Achalinus ater Bourret, 1937
- Achalinus dabieshanensis Zhang et al., 2023[3]
- Achalinus damingensis Yang et al., 2023[4]
- Achalinus dehuaensis Li et al., 2021[5]
- Achalinus emilyae Ziegler et al., 2019[6]
- Achalinus formosanus Boulenger, 1908
- Achalinus hainanus Huang, 1975
- Achalinus huangjietangi Huang et al., 2021[7]
- Achalinus hunanensis Ma et al., 2023[8]
- Achalinus jinggangensis (Zong & Ma, 1983)
- Achalinus juliani Ziegler et al., 2019[6]
- Achalinus meiguensis Hu & Zhao, 1966
- Achalinus nanshanensis Li et al., 2024[9]
- Achalinus niger Maki, 1931
- Achalinus ningshanensis Yang et al., 2022[10]
- Achalinus panzhihuaensis Hou et al., 2021[11]
- Achalinus pingbianensis Li et al., 2020[12]
- Achalinus quangi Pham et al., 2023[13]
- Achalinus rufescens Boulenger, 1888
- Achalinus sheni Ma et al., 2023[14]
- Achalinus spinalis Peters, 1869
- Achalinus timi Ziegler et al., 2019[6]
- Achalinus tranganensis Luu et al., 2020[15]
- Achalinus vanhoensis Van Ha et al., 2022[16]
- Achalinus werneri Van Denburgh, 1912
- Achalinus yangdatongi Hou et al.[11], 2021
- Achalinus yunkaiensis Wang, Li & Wang, 2019
- Achalinus zugorum Miller et al., 2020[17],[18],[19]

## Publication originale
- Peters, 1869 : Über neue Gattungen und neue oder weniger bekannte Arten von Amphibien (Eremias, Dicrodon, Euprepes, Lygosoma, Typhlops, Eryx, Rhynchonyx, Elapomorphus, Achalinus, Coronella, Dromicus, Xenopholis, Anoplodipsas, Spilotes, Tropidonotus). Monatsberichte der Königlich Preussischen Akademie der Wissenschaften zu Berlin, vol. 1869, p. 432-447 (texte intégral).